# Веселин Христофоров
Веселин Георгиев Христофоров е български учен – юрист и университетски преподавател.

## Биография

### Ранни години
Веселин Христофоров е роден в град Пловдив, през 1914 година. Дядо му е бил мирови съдия в Пловдив, а баща му – чиновник в местния клон на Българска народна банка. През 1917 г., когато е само тригодишен остава без баща, а по-късно майка му се жени повторно за негов роднина – Гавраил Христофоров. Семейството му живее известно време в Берлин, след което се връщат в България. Има по-голям брат (Асен Христофоров), който е известен български икономист и сестра на име Адриана, която е съпруга на български дипломат в Египет и Куба.

### Образование и работа
Веселин Христофоров завършва висшето си юридическо образование в Софийския университет през 1937 г. След завършването сиработил като съдия в гр. Пловдив. През 1945 г. е назначен на работа в Министерството на информацията и пропагандата. През есента на 1946 г. е избран за редовен доцент по административно право в Държавното висше училище за финансови и административни науки (сега УНСС), а след трансформирането му във ВИИ „Карл Маркс“ е преназначен в Стопанския факултет. През 1970 г. получава научното звание професор към катедра Правни науки.
Проф. Христофоров е учен с разностранни научни интереси. Работил е в областта на четири клона на правната наука: административно право, гражданско право, търговско право и финансово право.
С оглед нуждите на специалност Международни икономически отношения, проф. Христофоров се специализира в областта на гражданското и търговското право на капиталистическите държави и правното регулиране на външноикономическата дейност. В тази област той е издал за първи път в България учебникът „Гражданско и търговско право на капиталистическите държави“.
Водил е лекционни курсове на студентите по административно право, финансово право, търговско право и др.
Бил е заместник-декан на Отраслово-икономическия факултет в УНСС и член на Арбитражния съд при БТПП. Проф. Христофоров се отличавал и като учен-полиглот, владял е френски, италиански, немски, английски и руски.